# Dinh Luc
Dinh Luc (1945, Hanoi) is een Vietnamees graficus. Hij maakt traditionele houtsnedes over de straten van Hanoi (waar hij woonachtig is), festivals, tempels, volksverhalen, de Vietnamese kunst en religie, jeugdherinneringen en naakten.
Dinh Luc studeerde aan Hanoi Industrial Fine Arts College en Vietnamese College of Fine Arts. Later haalde hij ook een doctoraal diploma filosofie. Hij won prijzen op diverse internationale tentoonstellingen in Polen, Tsjechië en Japan, kreeg een Excellence Award op de 2002 Biennial of Asian Illustrations in Hokkaido, Japan en een Medal for the Cause of Vietnam's Fine Arts in 1997. Zijn werk werd onder andere tentoongesteld in Rusland, Tsjechië, Duitsland, Bulgarije, Iran, Japan, de VS en Australië.
Luc zijn werk is geïnspireerd op de traditionele Vietnamese volkskunst die oorspronkelijk lijkt te komen uit het dorp Hồ. Dorpsbewoners maakte op handgemaakt papier kleurvolle afdrukken van houtsnedes als onderdeel van de festiviteiten rond Tết Nguyên Đán. Luc maakte voor zijn afdrukken van de houtsnedes gebruik van handgemaakt poonah papier.
De afdrukken van Luc zijn het resultaat van een uitgebreid proces van schetsen en snijden in het houtblok en het vervolgens aanbrengen van kleurlagen en het herhaaldelijk met de hand het opdrukken van het papier. Doordat elke afdruk met de hand wordt gemaakt zijn deze uniek in qua kleuren en patronen ondanks het gebruik van dezelfde houtsnede.